# Bentley Hunaudières

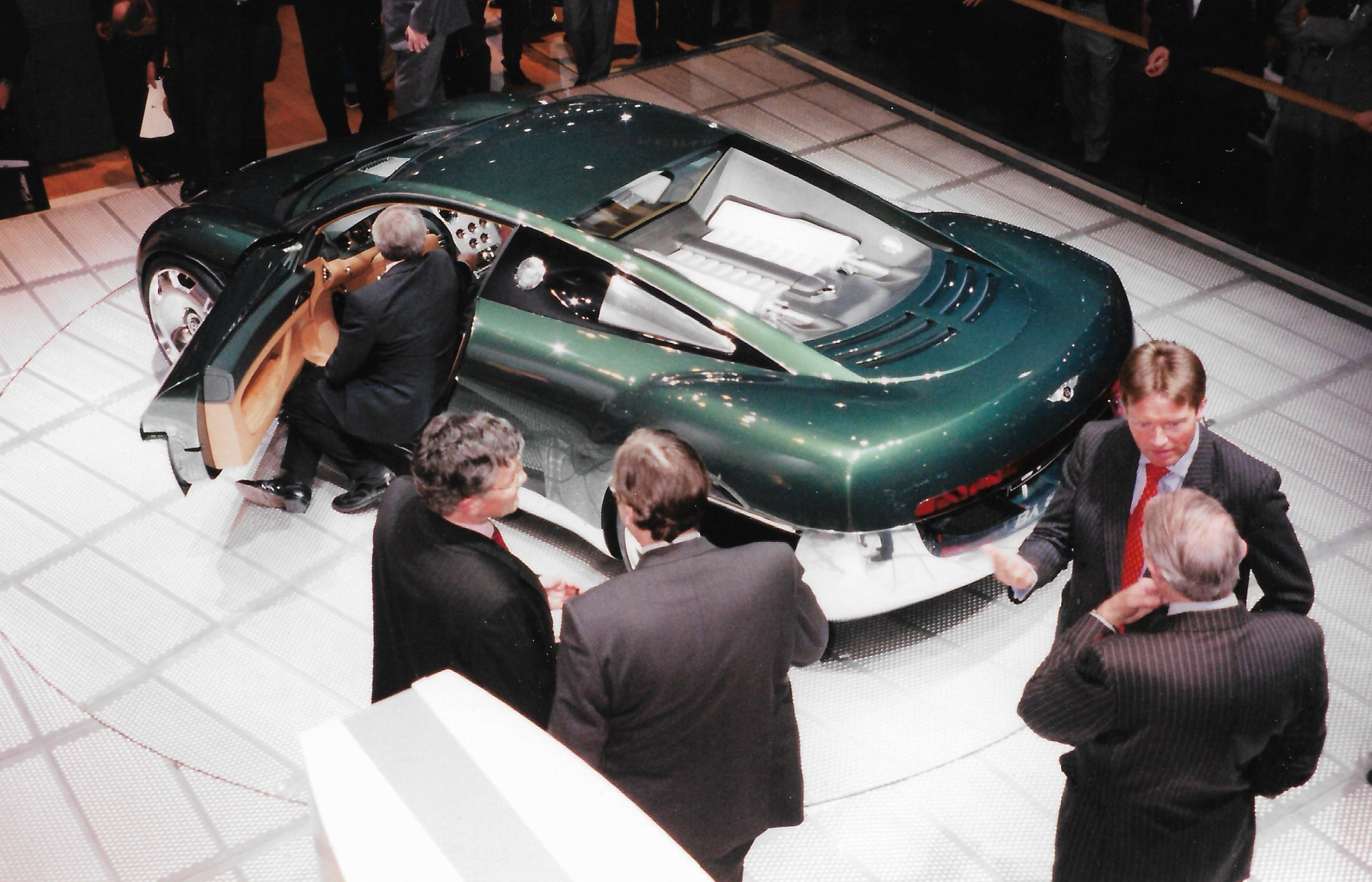
Heckansicht

Der Bentley Hunaudières war ein Konzeptfahrzeug des britischen Automobilherstellers Bentley, das 1999 auf dem Genfer Auto-Salon vorgestellt wurde.

## Übersicht
Der Hunaudières war die erste Studie, die Bentley nach der Übernahme durch Volkswagen 1998 vorstellte. Der Wagen sollte einen Ausblick auf die Zukunft der englischen Traditionsmarke bieten. Auch der Name dafür war bewusst gewählt, da er an die berühmte Gerade des Circuit de la Sarthe in Le Mans erinnern sollte. Beim dortigen 24-Stunden-Rennen von Le Mans hatte Bentley in den 1920ern fünf Siege eingefahren.
Für das Design des Fahrzeugs mit viel kohlenstofffaserverstärktem Kunststoff und Aluminium zeichnete Hartmut Warkuß, damaliger Leiter des Volkswagen-Design, verantwortlich, der seinen jungen Mitarbeiter Andreas Mindt am Entwurf beteiligt. Im Innenraum dominierte Lederbezug auf vielen Oberflächen. Gebaut wurde der Prototyp bei Focke in Braunschweig.

## Technik
Das Konzeptfahrzeug stand auf einem modifizierten Chassis des Lamborghini Diablo. Angetrieben wurde der Sportwagen von einem 8,0-Liter-W16-Ottomotor, der 630 PS (463 kW) leisten sollte und ein maximales Drehmoment von 760 Nm bei 4000/min abgab. Die Kraft wurde über ein 5-Gang-Schaltgetriebe übertragen. Der Wagen verfügte über Allradantrieb. Die Höchstgeschwindigkeit war mit über 320 km/h angegeben.
Der Hunaudières mit seinem W16-Motor führte zusammen mit dem ähnlichen Audi Rosemeyer zur Entstehung des Bugatti Veyron.

## Trivia
Der Bentley Hunaudières konnte im Videospiel TOCA World Touring Cars aus dem Jahr 2000 als Fahrzeug freigeschaltet werden.